# Dartmouth College
Dartmouth College är ett privat universitet i Hanover, New Hampshire, USA grundat 1769. Det är det minsta av de universitet som ingår i Ivy League. Dartmouth är mest känt som ett av USA:s bästa universitet för grundutbildning (Bachelor of Arts), men har också mycket framstående forskarutbildningsinstitutioner inom medicin, Dartmouth Medical School, ekonomi, Tuck school of Business och teknik Thayer School of Engineering. Skolan har utbyte med KTH.
Universitet tävlar med 29 universitetslag i olika idrotter via deras idrottsförening Dartmouth Big Green.

## Framstående alumner
Några framstående alumner är: 
- Daniel Webster, amerikansk politiker, senator och två gånger USA:s utrikesminister
- Amos T. Akerman, amerikansk politiker, justitieminister
- Alex Azar, amerikansk politiker, hälsominister
- Robert Frost, amerikansk författare och vinnare av pulitzerpriset
- James Forrestal, amerikansk politiker, försvarsminister
- Robert Reich, amerikansk politiker, arbetsmarknadsminister
- Timothy F. Geithner, amerikansk politiker
- Owen Chamberlain, nobelpristagare i fysik 1959
- K. Barry Sharpless, nobelpristagare i kemi 2001
- George Davis Snell, nobelpristagare i fysiologi eller medicin 1980
- Henry Paulson, USA:s finansminister och VD för Goldman Sachs
- Louis V. Gerstner, Jr., koncernchef för IBM, (1993–2002)
- Jeffrey R. Immelt, koncernchef för General Electric, (2001– )
- John Donahoe, VD för eBay, (2008– )
- Paavo Lipponen, statsminister i Finland, (tog dock ej någon examen)
- Meryl Streep, skådespelerska (som utbytesstudent)
- Michael Corleone, fiktiv person ur filmen Gudfadern